# Geelbuikvuurpad
De geelbuikvuurpad (Bombina variegata) is een padachtige kikker uit de familie Bombinatoridae en het geslacht van de vuurbuikpadden.
De kikker heeft een groot verspreidingsgebied in het midden en zuiden van Europa en komt onder andere voor in België en Nederland. Hier is de soort echter zeer zeldzaam en ernstig bedreigd.

## Kenmerken

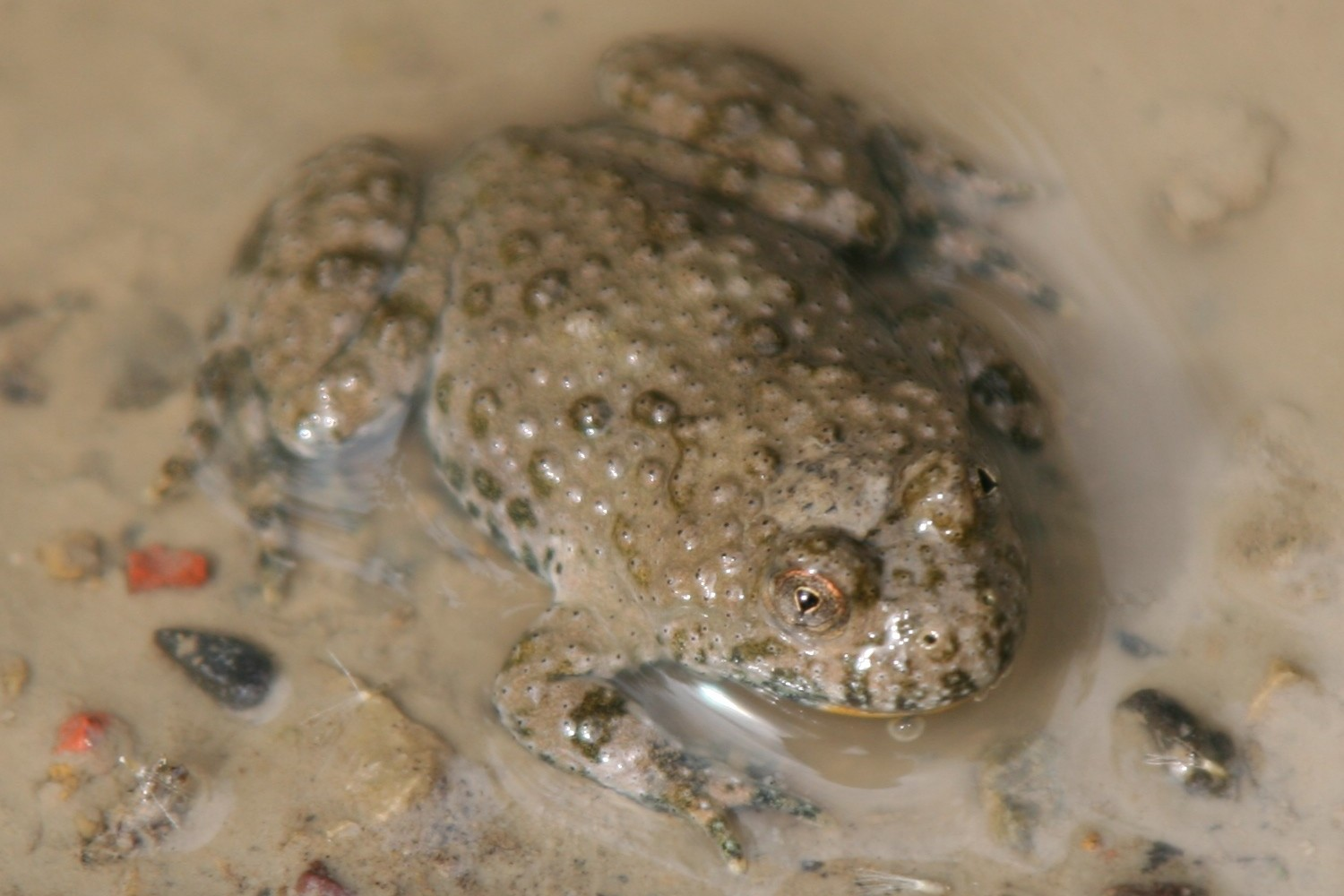
De geelbuikvuurpad is aan de bovenzijde te herkennen aan de ruwe, wrattige huid en de druppelvormige pupil.

De geelbuikvuurpad is een kleine, gedrongen kikker met een afgeplat lichaam. De lichaamslengte is ongeveer 35 tot 45 millimeter, maximaal 56 mm, de mannetjes blijven iets kleiner dan de vrouwtjes.
De kleur van de bovenzijde is variabel, van geelbruin tot bruin, olijfgroen of grijs. De kleur verschilt enigszins per leefgebied. Zowel de voor- als achterpoten zijn donker gebandeerd, maar door de donkere basiskleur is dit moeilijk te zien. Soms komen op de rug twee vage lichte vlekken voor. Door de wratachtige structuren en de bruine tot grijze kleur van de bovenzijde van de poten, is de kikker goed gecamoufleerd en lijkt hij sprekend op een kluit. De buikzijde is juist felgeel tot oranje. Minder dan 50% van het huidoppervlak bestaat uit zwarte, ronde strepen tot vlekken die per individu in aantal, grootte en vorm kunnen verschillen. Er is echter variatie; sommige exemplaren zijn helemaal geel of juist zwart aan de onderzijde. Bij de meeste exemplaren overheerst de gele kleur en vloeien de gele vlekken van de onderzijde van de armen en de borst in elkaar over, evenals de vlekken onder de achterpoten en de liesstreek. Ieder individu heeft na het eerste levensjaar een uniek, onveranderlijk buikpatroon, het is als het ware de vingerafdruk van de kikker. Dit kenmerk wordt gebruikt bij onderzoek naar populaties en monitoring. De zwarte delen aan de onderzijde hebben hier en daar een lichter puntje, dit is een belangrijk verschil met de roodbuikvuurpad die vele witte puntjes heeft.
De geelbuikvuurpad heeft geen duidelijk zichtbare parotoïden, de gifklieren achter de ogen die andere inheemse kikkers en padden wel hebben, zoals de gewone pad. Op de rug is echter een dichte opeenhoping van vele wratachtige structuren aanwezig die bestaan uit huidklieren. Deze hebben de taak de huid vochtig te houden maar produceren ook een sterk gif dat, als het in de ogen of in de slijmvliezen komt, tot hevige pijnen kan leiden. Opvallend zijn de verhoornde stekeltjes op de huidklieren, hierdoor voelt de huid van de kikker zeer ruw aan. Ook andere vuurbuikpadden hebben dergelijke structuren maar de verharde delen zijn stomper waardoor de huid veel gladder aanvoelt (roodbuikvuurpad).
De vuurbuikpad heeft geen zichtbare trommelvliezen, de ogen zijn wat meer aan de bovenzijde van de kop gepositioneerd, wat een aanpassing is op de aquatische levenswijze. De iris is geelbruin gekleurd en heeft geen goudglans maar is onopvallend. Kenmerkend is de hart- tot druppelvormige pupil, een dergelijke vorm komt maar bij weinig andere kikkers voor. Een ander verschil met veel kikkers is het ontbreken van een kwaakblaas bij de mannetjes.

### Onderscheid met andere soorten
De geelbuikvuurpad is in Nederland en België niet te verwarren met andere soorten door de gele buik. In Europa komt ook de roodbuikvuurpad (Bombina bombina) voor, die een westelijker verspreiding heeft. Deze soort komt niet in zuidelijk Europa voor maar meer rond de Balkan en zuidelijk Rusland tot in Azië. Het verspreidingsgebied overlapt in delen van Duitsland en Polen. De roodbuikvuurpad heeft een meer rode buik maar er is een kleuroverlap met de geelbuikvuurpad. Een belangrijk verschil is de slankere bouw van de roodbuik, en het voorkomen van vele witte puntjes op de donkere delen van de buik. Daarnaast mist de roodbuik de puntige, verhoornde stekeltjes op de wratten.

## Verspreiding en habitat
De geelbuikvuurpad is endemisch in Europa en leeft in grote delen van centraal- en zuidelijk Europa, met uitzondering van het Iberisch Schiereiland, delen van de Balkan en rond de poolgrens. In veel streken is de soort zeldzaam. De pad komt voor in België, Bulgarije, Duitsland, Frankrijk, Griekenland, Hongarije, Italië, Liechtenstein, Luxemburg, Moldavië Montenegro, Nederland, Oekraïne, Oostenrijk, Polen, Roemenië, Servië, Slowakije, Slovenië, Tsjechië en Zwitserland. In Groot-Brittannië komen van nature geen geelbuikvuurpadden voor, hier is de soort geïntroduceerd.
De populaties van de geelbuikvuurpad die ten zuiden van de Povlakte in Italië voorkomen, werden lange tijd als een aparte soort gezien; Bombina pachypus. Tegenwoordig is deze status weer teruggedraaid.
In zuidelijk Rusland tot in delen van Azië komt de Koreaanse vuurbuikpad (Bombina orientalis) voor, die meestal een groene kleur aan de bovenzijde heeft en makkelijk is te onderscheiden. Andere vuurbuikpadden komen alleen voor in Azië, zoals Bombina lichuanensis uit China en Bombina maxima uit China en Vietnam.

### In Nederland en België
In Nederland komt de geelbuikvuurpad alleen nog voor in Zuid-Limburg. De kikker trekt voor de voortplanting naar liefst tijdelijke wateren; warme, ondiepe, niet-begroeide waterpartijen die veelal snel uitdrogen. De metamorfose is hierop aangepast door een zeer snelle ontwikkeling van ei tot kleine kikkertjes binnen acht weken.
In Vlaanderen zou de geelbuikvuurpad uitgestorven zijn.

### Habitat
De geelbuikvuurpad leeft voornamelijk in natuurlijke overstromingszones van beek- en rivierdalen. Ook biotopen in halfnatuurlijke landschappen en cultuurlandschappen zijn geschikt, zoals militaire oefenterreinen, plassen in bospaden, natte delen in weilanden, kleinschalige agrarische landschappen, afgravingen en industriegebieden.
Net als de rugstreeppad is de geelbuikvuurpad een typische pionierssoort die permanente (visrijke) wateren mijdt en zich in de kleinste plasjes voortplant. Dit kunnen ondergelopen graslanden en overstroomde uiterwaarden zijn, maar ook met water gevulde bandensporen en trapgaten vormen een geschikte afzetplaats voor de eieren. Meestal bestaan de voortplantingswateren uit ondiepe, door de zon beschenen en snel opwarmende plassen, waardoor een snelle ontwikkeling van de larven mogelijk is. De waterkwaliteit speelt geen grote rol; de kikkers worden ook in troebel of zeer eutroof water aangetroffen.
In Nederland gebruikt de kikker de zuidhellingen van het Limburgse Heuvelland als alternatief, evenals door de mens aangepaste landschappen als kalksteengroeves.

## Levenswijze
Gedurende de voortplantingstijd is de kikker zowel nacht- als dagactief, in de wintermaanden meer schemer- en nachtactief, alleen na een regenbui zijn de kikkers overdag weleens te zien.
In vergelijking met andere padachtige kikkers is de geelbuikvuurpad een waterminnende soort die voornamelijk in of in de directe nabijheid van het water wordt aangetroffen. Alleen de juvenielen zijn tot meer dan een kilometer ver van het water te vinden zodat ze zich naar nieuwe gebieden kunnen verspreiden. Buiten de voortplantingstijd leeft de kikker echter op het land en wordt aangetroffen onder stenen, houtblokken en in struiken. De winterslaap, die loopt van september tot maart, wordt altijd op het land doorgebracht. In gebieden waar het in de zomer erg droog is, wordt een aestivatie gehouden, een zomerrust waarbij de dieren zich terugtrekken.

### Voortplanting

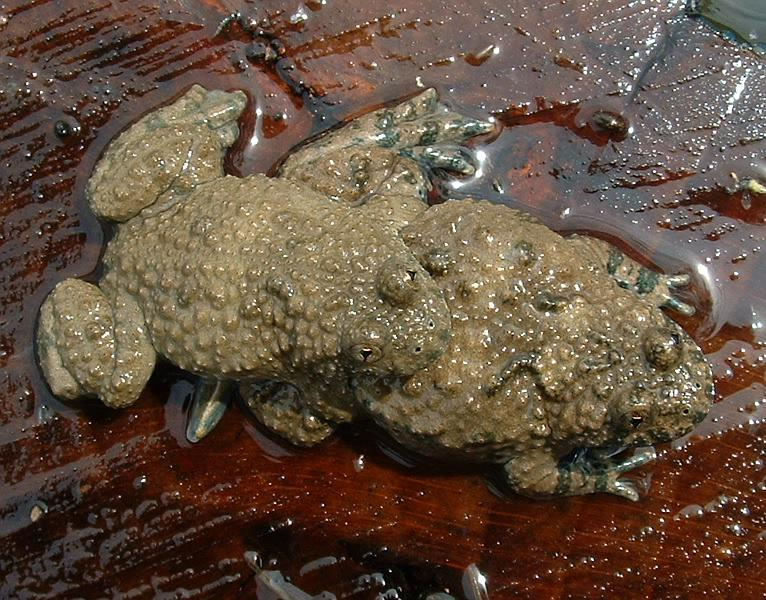
Paring met amplexus lumbaris

De voortplantingstijd loopt van april tot augustus, er zijn meerdere afzetperiodes mogelijk die niet synchroon lopen maar gedurende de lente en zomer kunnen plaatsvinden. Dit heeft waarschijnlijk te maken met de ontwikkeling van de larven in tijdelijke wateren. Doordat deze wateren snel opdrogen, komt het voor dat de larven uitdrogen voordat ze hun ontwikkeling hebben voltooid waardoor ze sterven. Ook kunnen de larven die later in het jaar zijn afgezet, verrast worden door de vorst wat ze niet overleven. Het voordeel van tijdelijke wateren is het ontbreken van concurrerende amfibieën en vissen die het legsel of de larven eten.
De mannetjes hebben geen kwaakblaas en produceren een relatief zacht geluid dat het meest lijkt op oenk - oenk - oenk, ze kwaken meestal drijvend in het water. Als een andere kikker in de buurt komt, wordt deze door het wellustige mannetje besprongen waarbij weleens per ongeluk een ander mannetje wordt gegrepen waarna deze met kwakende geluiden protesteert. Indien zich een vrouwtje aandoet, vindt de amplexus plaats, waarbij het mannetje zich met zijn voorpoten aan de lendenen van het vrouwtje vastklemt. Dit wordt de amplexus lumbaris genoemd, deze vorm van paargreep komt voor bij de meer primitieve kikkers. Pas nadat het vrouwtje haar eitjes heeft afgezet en het mannetje deze heeft bevrucht - er vindt dus geen inwendige bevruchting plaats - zit zijn taak erop en laat het mannetje los.
De eitjes worden in kleine groepjes van enkele tot enkele tientallen afgezet tegen ondergedoken plantendelen als takken en bladeren. Jaarlijks kan een vrouwtje ongeveer 120–170 eitjes produceren. De ontwikkeling verloopt relatief snel; al na twee tot drie dagen is het embryonale stadium doorlopen en kruipen de larven uit het ei. De kikkervisjes zijn dan zo'n 7–9 millimeter lang en groeien in een periode van 6 tot 10 weken uit naar een lengte van ongeveer 55 mm waarna de metamorfose plaatsvindt. Net gemetamorfoseerde exemplaren hebben een lengte van ongeveer 12 tot 16 mm. Na de metamorfose duurt het meestal twee jaar voordat het juveniel volwassen is, in zeldzame gevallen al na één jaar.
Van een in gevangenschap gehouden exemplaar is bekend dat een leeftijd van maar liefst 27 jaar kan worden bereikt, maar in de natuur wordt een dergelijke leeftijd door natuurlijk verval en predatie nooit gehaald.

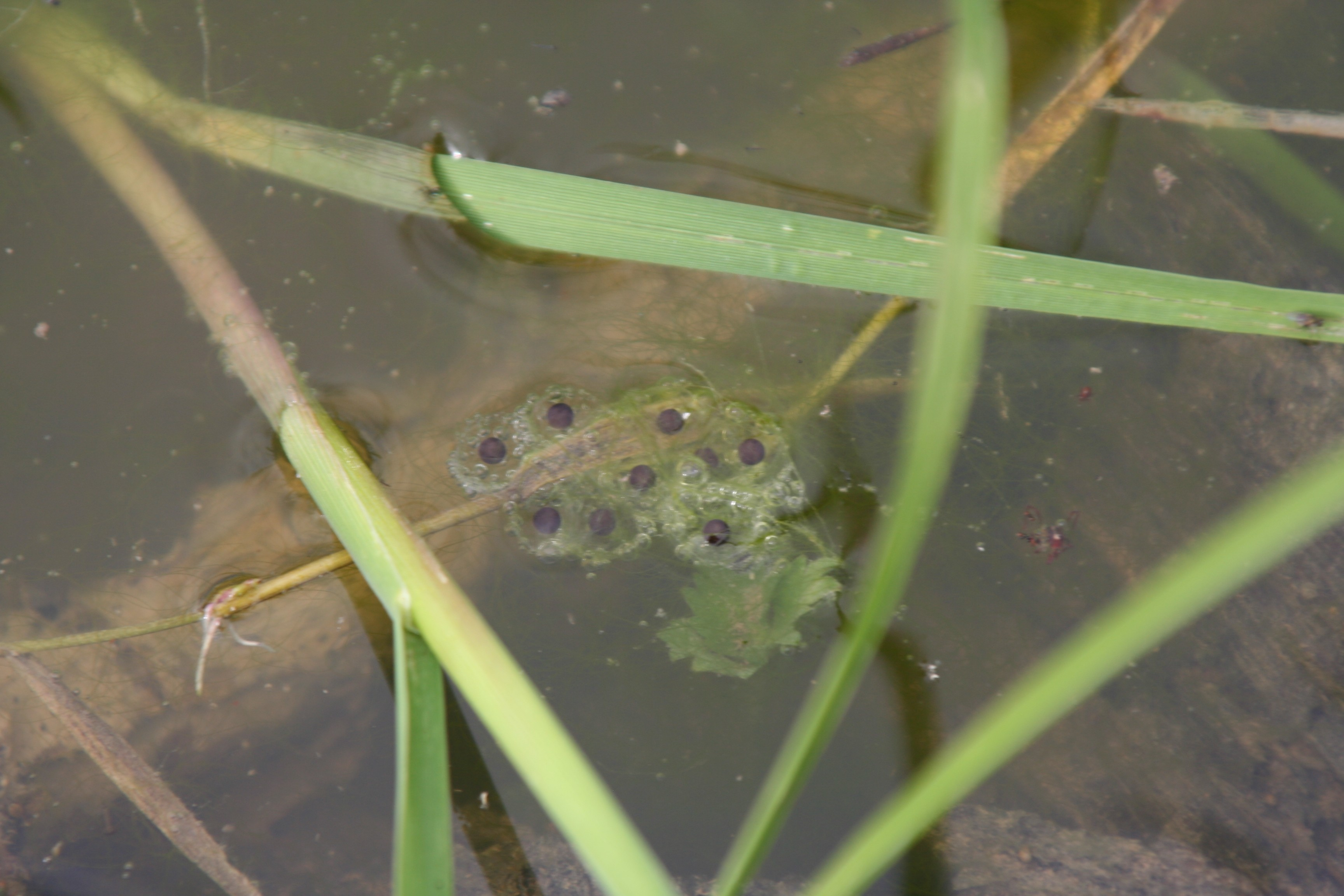
Eitjes
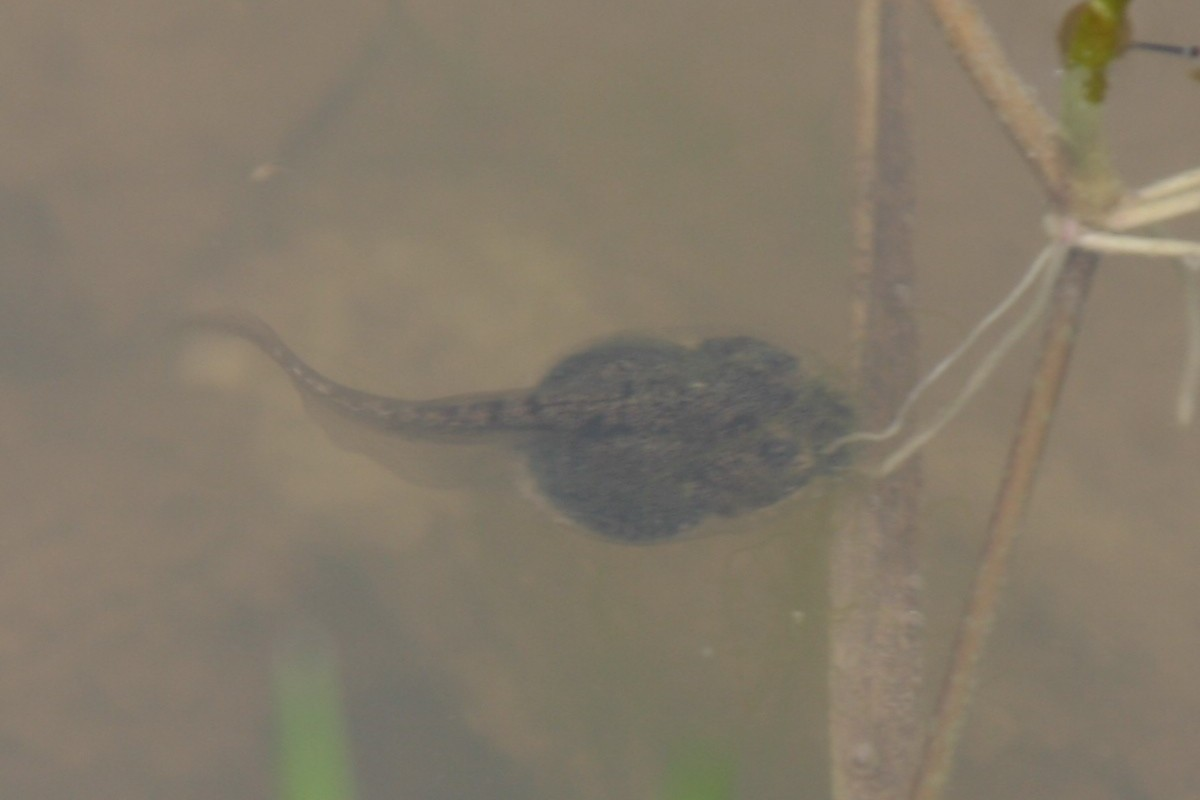
Larve
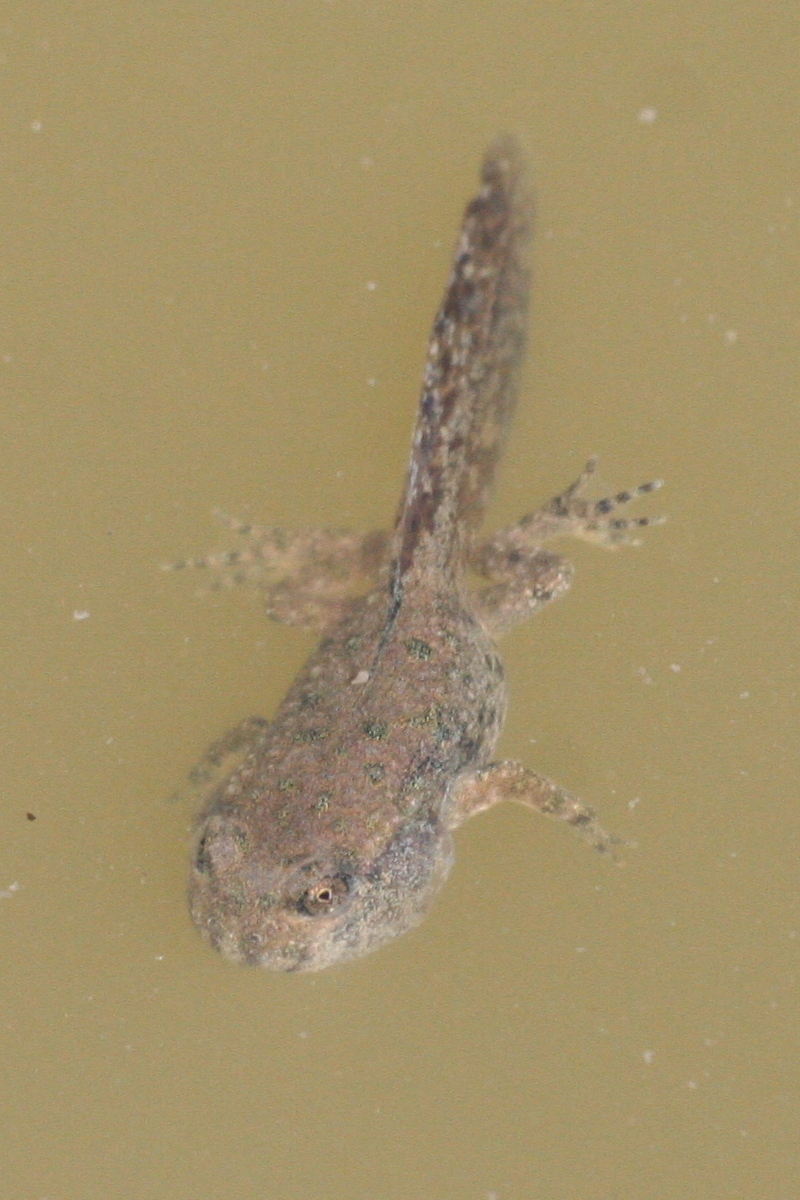
Oudere larve
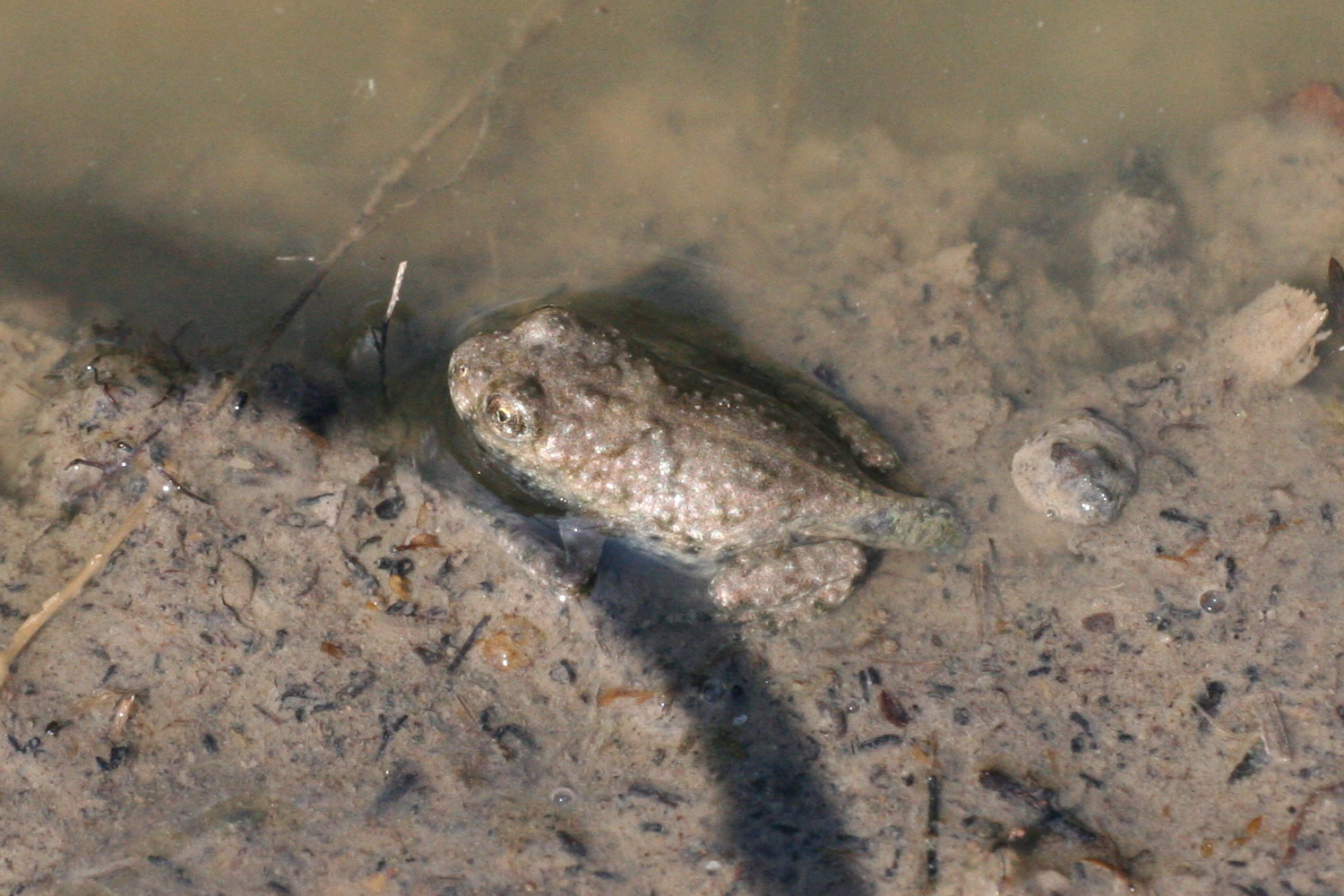
Metamorfose

### Voedsel, vijanden en verdediging

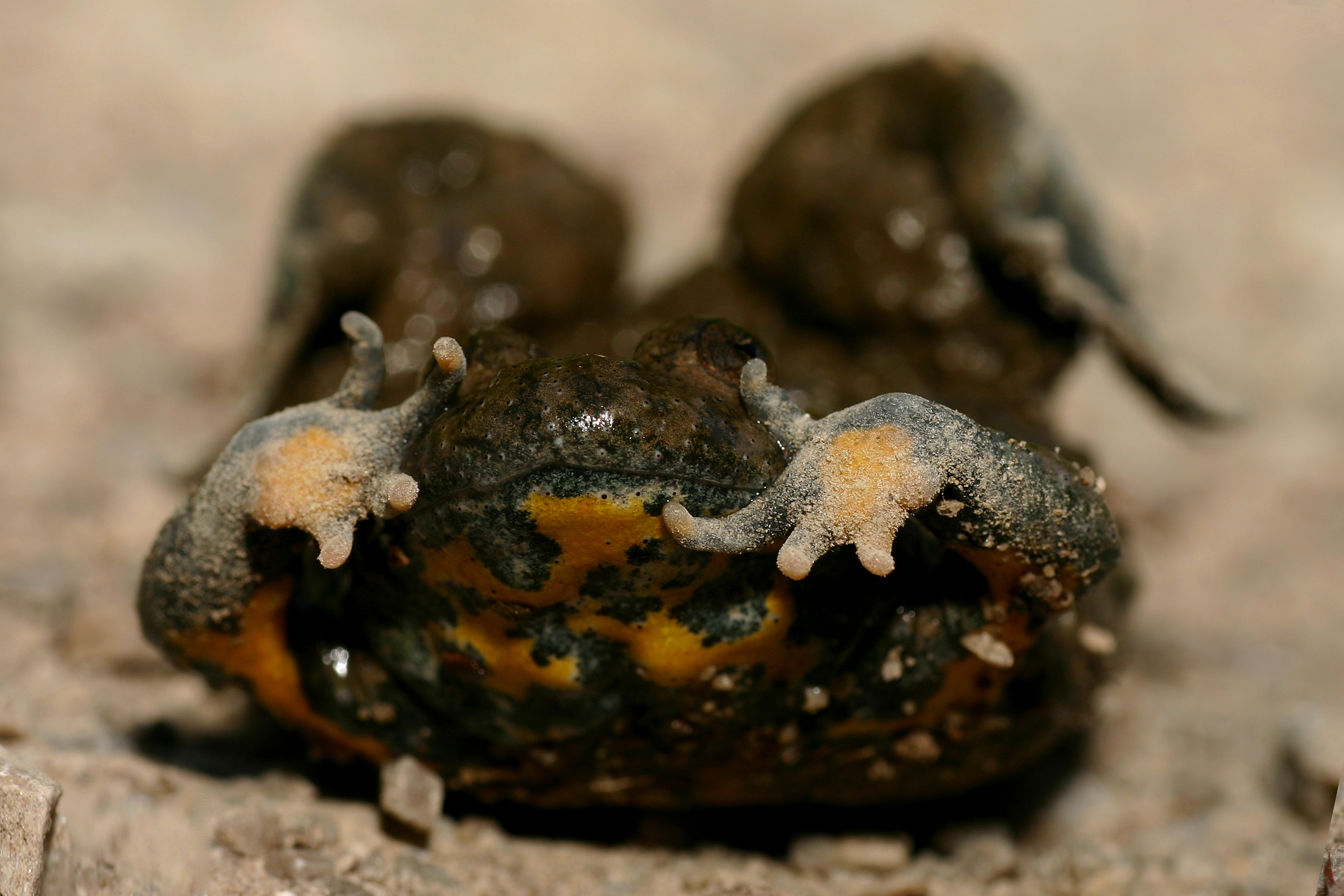
Unkenreflex van de geelbuikvuurpad

De geelbuikvuurpad leeft van kleine ongewervelden zoals insecten en hun larven, vooral kevers, mieren en tweevleugeligen. Ook andere insecten als vlinders en andere ongewervelden als spinnen, duizendpotigen en kleine kreeftachtigen worden gegeten. In tegenstelling tot de roodbuikvuurpad worden prooien vooral op het land gevangen, ook de in het water levende kreeftachtigen worden vaak op de oever gegeten.
De larven leven voornamelijk van algen, uit een onderzoek naar de uitwerpselen van larven uit Beieren bleek de mest vooral draadalgen, groenalgen en kiezelwieren te bevatten, naast zand- en modderdeeltjes.
De volwassen pad heeft vooral te vrezen van vogels zoals de merel en de ekster. De larven worden gegeten door waterinsecten als ruggenzwemmers, in het water levende insectenlarven als de larve van de libel en kleine gewervelden als vissen en in het water levende salamanders.
Als een exemplaar wordt aangevallen, worden de poten tot boven het lichaam gekromd zodat de felle kleur van de randen van de buik en onderzijde van de poten zichtbaar wordt. De kikker draait zich dus niet op de rug. Vrijwel alle andere soorten kikkers en padden beschermen de kwetsbare buikzijde juist bij verstoring. Dit paradoxale gedrag wordt ook wel het unkenreflex genoemd naar het Duitse woord Unke, dat vuurbuikpad betekent en is afgeleid van het lokgeluid van de mannetjes.
Bij gevaar wordt een witte, bittere afscheiding uitgescheiden door de huid, die sterk ruikt en de slijmvliezen irriteert. De afscheiding bevat verschillende verbindingen, waaronder tryptofanen en peptiden die alleen bij vuurbuikpadden voorkomen en bombesinen worden genoemd. Ze hebben een eetlustremmende werking.
Bij verstoring op het land duikt de kikker het water in, zwemt naar de bodem en verstopt zich in de modder. Bij aanraking wordt door de mannetjes een kwakend afweergeluid gemaakt.

## Bedreiging en bescherming

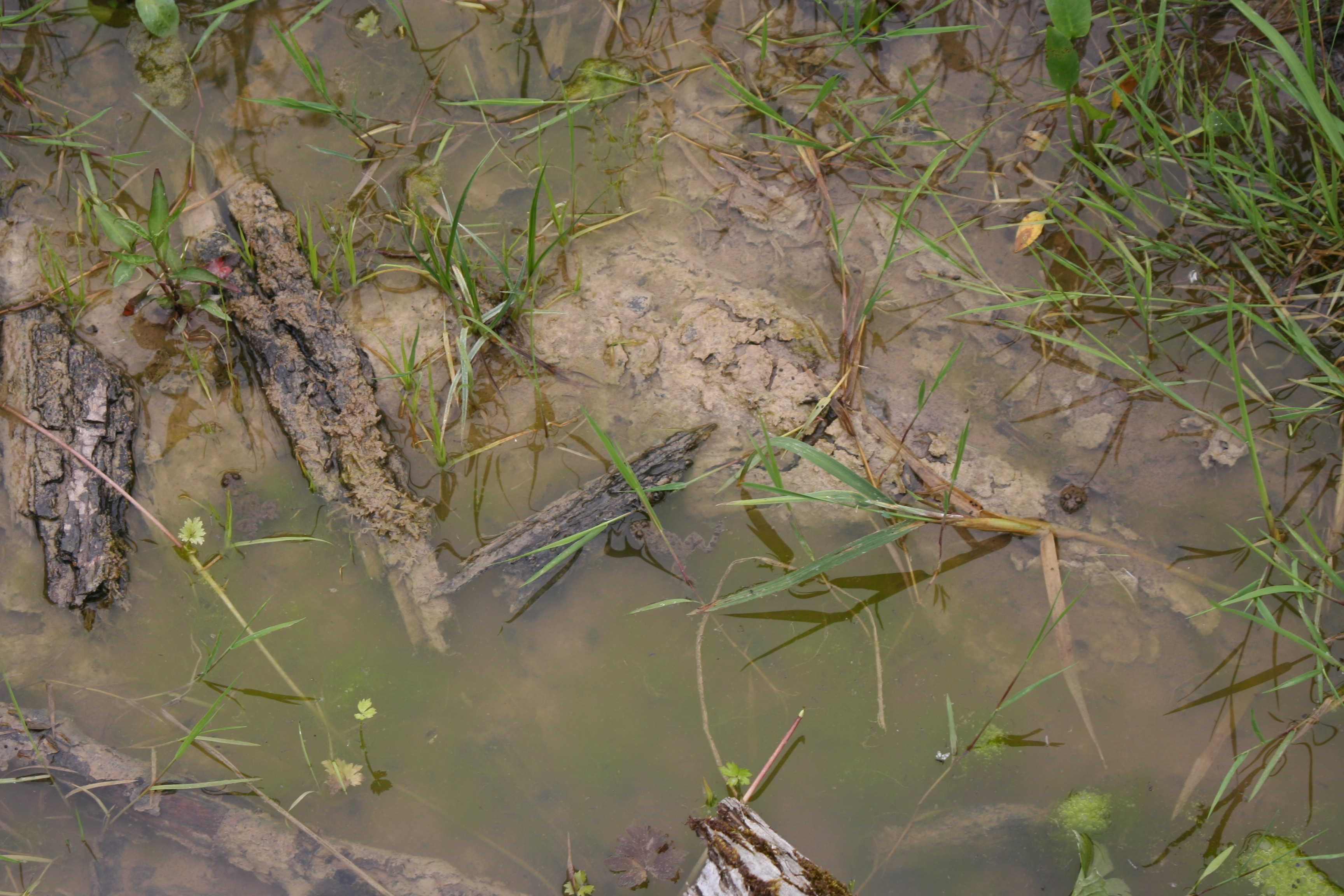
Het typische leefgebied, overstroomde uiterwaarden en ondergelopen weilanden, wordt steeds zeldzamer. Op de afbeelding zijn -met enige moeite- vijf vuurbuikpadden en enkele eieren te zien.

De geelbuikvuurpad is niet overal bedreigd, in sommige streken komt de soort nog in vrij hoge aantallen voor en is nog algemeen. Een voorbeeld zijn delen van de Karpaten, waar deze soort de meest algemene amfibie is. Het speciale milieu dat de geelbuikvuurpad vereist wordt echter steeds zeldzamer. Het door landschapsverandering of verdroging verdwijnen van tijdelijke poelen dwingt de kikker om de eitjes in permanente wateren af te zetten, waar roofdieren als libellenlarven, vissen of salamanders wel raad weten met de kikkervisjes. Ook het gebruik van pesticiden in de landbouw werkt de kikker tegen; de groei van zowel de eitjes als de larven wordt er negatief door beïnvloed. Ook verstoren pesticiden de algen- en bacteriëngroei in het water; een belangrijke voedselbron van de kikkervisjes.

### In Nederland en België
In Nederland komt de kikker slechts in een zeer beperkt deel van Limburg voor en staat op de Nederlandse rode lijst te boek als ernstig bedreigd. In België wordt de geelbuikvuurpad zelfs beschouwd als nagenoeg uitgestorven. In Nederland gaat de kikker al decennia achteruit, in 1964 waren er ongeveer 80 vindplaatsen, in 1975 nog 19. Voor 2000 kwamen ook populaties voor in Crapoel en Slekkendel maar hier is de soort uitgestorven. De geelbuikvuurpad staat in Nederland op de rode lijst als ernstig bedreigd. Tegenwoordig wordt de geelbuikvuurpad in Nederland alleen vertegenwoordigd door vijf populaties in Limburg, met een geschat aantal van zo'n 250 exemplaren (2006). De kikker komt nog voor in 't Rooth, Julianagroeve, Gerendal, Berghofwei en Wahlwiller. Hiervan herbergt 't Rooth zo'n 80% van alle exemplaren.
Om de soort voor uitsterven te behoeden worden regelmatig tellingen uitgevoerd door werkgroepen als het Platform Geelbuikvuurpad en Vroedmeesterpad om de status te monitoren. Daarnaast zijn er op twee plaatsen larven uitgezet in de hoop een nieuwe populaties te vestigen. In de Groeve Blom bij Terblijt zijn vanaf 2005 1289 larven uitgezet evenals 8 gemetamorfoseerde exemplaren. Ook bij de Meertensgroeve bij Vilt zijn exemplaren uitgezet. Alle uitgezette exemplaren zijn in gevangenschap opgekweekt.

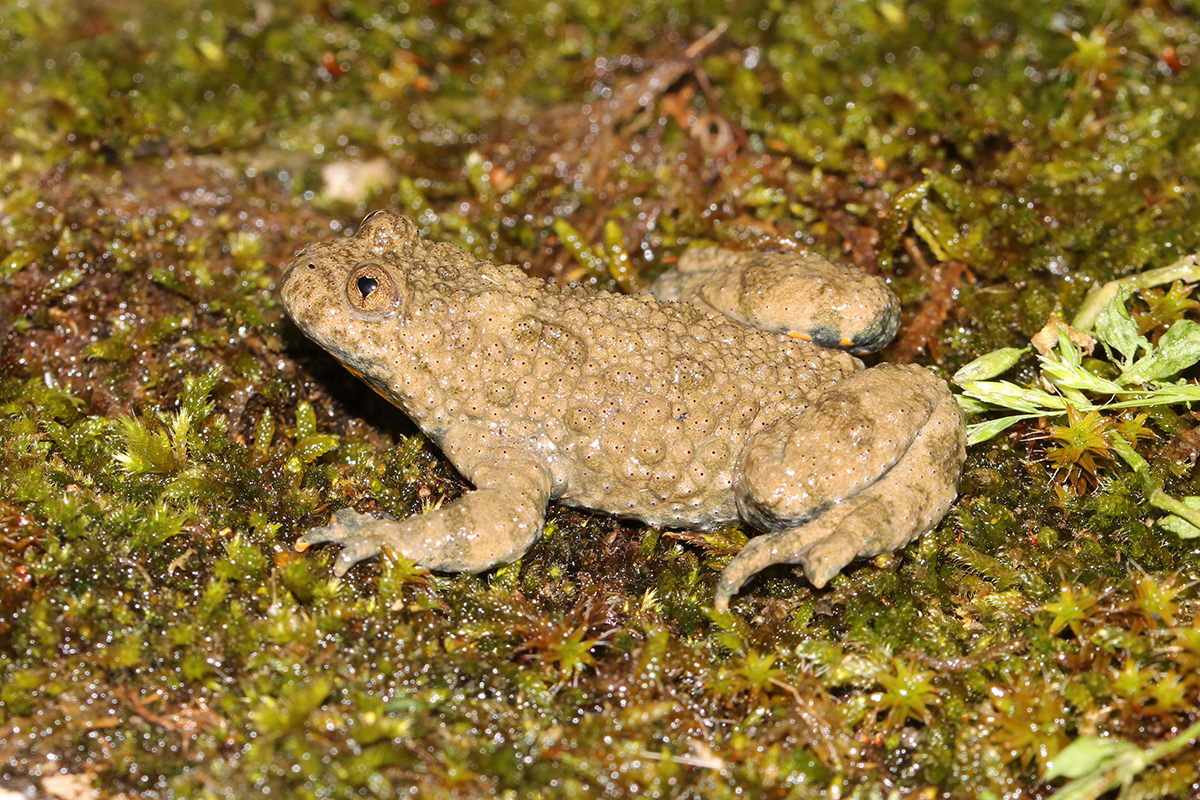
Geelbuikvuurpad in Lorraine (Frankrijk)

## Taxonomie
De geelbuikvuurpad werd in 1758 in Systema naturae door Linnaeus vermeld als Rana variegata. De soortaanduiding variegata betekent 'gevarieerd'. Het geslacht Rana wordt tegenwoordig tot de echte kikkers (Ranidae) gerekend. Andere geslachten waartoe de kikker in het verleden werd gerekend zijn Bufo (tegenwoordig: padden (Bufonidae) en het tegenwoordig niet meer erkende Bombinator. De synoniemen zijn hieronder weergegeven.
De vuurbuikpadden uit het geslacht Bombina worden soms ook wel tot de schijftongkikkers (Discoglossidae) gerekend.

### Synoniemen
- Rana variegata Linnaeus ,1758
- Bufo salsus Schrank, 1785
- Rana sonans Lacépède, 1788
- Rana salsa Gmelin, 1789
- Bombinator brevipes Blasius, 1839
- Bombinator scaber Küster, 1843
- Bombina maculatus Gistel, 1868
- Bombina igneus var. brevipes Koch, 1872
- Bombinator pachypus Bonaparte, 1838[11]
- Bombinator pachypus var. Kolombatovici Bedriaga, 1890
- Bombinator pachypus var. brevipes Boulenger, 1896
- Bombinator pachypus var. nigriventris Dürigen, 1897
- Bombinator variegata Poche, 1912
- Bombina salsa Nikolskii, 1918
- Bombina salsa var. csikii Fejérváry, 1922
- Bombina variegata Mertens, 1928
- Bombina variegata variegata Mertens & Müller, 1928
- Bombina variegata csikii Mertens & Müller, 1928
- Bombina variegata kolombatovici Mertens & Müller, 1928
- Bombina variegata gracilis Bolkay, 1929
- Bombina variegata scabra Müller, 1940
- Bombina (Bombina) variegata Tian & Hu, 1985